# Dầu Tiếngmeer
Het Dầu Tiếngmeer (Vietnamees: Hồ Dầu Tiếng) is een stuwmeer in Vietnamese provincies Bình Dương en Tây Ninh. Het is een van de grootste kunstmatige meren in Zuidoost-Azië. Het meer ligt ongeveer 80 kilometer ten noordoosten van Ho Chi Minhstad en ongeveer 25 kilometer van de stad Tây Ninh.
De oppervlakte van het meer is ongeveer 270 km². Daarom heen ligt nog ongeveer 46 km² moeras. Het meer heeft een inhoud van ongeveer 1,58 m³ water. De bouw van het meer is gestart in 1985. In het zuiden voedt het meer de Sài Gòn.